# Aridelus hunanensis
Aridelus hunanensis är en stekelart som beskrevs av You, Xiong och Zhou 1988. Aridelus hunanensis ingår i släktet Aridelus och familjen bracksteklar. Inga underarter finns listade.